# Olios annulatus
Olios annulatus là một loài nhện trong họ Sparassidae.
Loài này thuộc chi Olios. Olios annulatus được Frederick Octavius Pickard-Cambridge miêu tả năm 1900.